# Huracán Fabian
El huracán Fabian fue un poderoso huracán de tipo Cabo Verde que azotó Bermudas a principios de septiembre durante la temporada de huracanes del Atlántico de 2003. Fue la sexta tormenta nombrada, el cuarto huracán y el primer huracán mayor de la temporada anual, desarrollado a partir de una ola tropical en el Océano Atlántico tropical el 25 de agosto de 2003. Se movió hacia el oeste-noroeste hacia la influencia de la cresta subtropical hacia el norte, y de manera constante reforzado en un área de temperaturas cálidas del agua y cizalladura del viento ligero El huracán alcanzó una intensidad máxima de 145 mph (230 km/h) el 1 de septiembre, y lentamente se debilitó a medida que giraba hacia el norte. El 5 de septiembre, Fabian golpeó directamente a Bermudas con velocidades de viento de más de 120 mph (195 km/h). Después de pasar la isla, el huracán giró hacia el noreste y se volvió en un ciclón extratropical el 8 de septiembre, antes de disiparse dos días después.
Fabián fue el huracán más fuerte que golpeó a Bermudas desde el huracán Arlene en 1963. Fue el huracán más dañino y el primero en causar la muerte en la isla desde 1926. Los poderosos vientos del huracán causaron daños moderados y destruyeron techos en toda la isla. Una fuerte tormenta asociada con el huracán mató a cuatro personas que cruzaban una calzada en Bermudas, cerrando temporalmente el único enlace entre dos islas. El petrel en peligro de extinción de las Bermudas, más conocido como cahow, fue amenazado por el huracán, que destruyó diez nidos, aunque el trabajo voluntario transportó a la especie a un lugar más seguro. Las fuertes olas causaron daños en el norte de Puerto Rico y la República Dominicana, y también causaron que cuatro personas se ahogaron a lo largo de la costa atlántica de los Estados Unidos. En total, Fabian causó daños por alrededor de US$300 millones y ocho fallecimientos totales.

## Historia meteorológica
El 25 de agosto de 2003, surgió una ola tropical en la costa de África. Al seguir hacia el oeste, la ola desarrolló convección sobre su centro, y las condiciones propicias le permitieron desarrollarse aún más. El sistema pasó a través de las islas de Cabo Verde ese mismo día a medida que la convección se debilitaba constantemente. A principios del 27 de agosto, la convección aumentó nuevamente y se consolidó cerca del centro, y más tarde ese día la ola se convirtió en la depresión tropical Diez mientras estaba ubicada a 420 millas (675 km) al oeste de las islas de Cabo Verde. Moviéndose hacia el oeste en un área de aguas cálidas y bajo cizallamiento vertical, la depresión se intensificó constantemente, y fue nombrada tormenta tropical que fue nombrado Fabian el 28 de agosto a medida que aumentaba la convección y las características de las bandas se volvían más prominentes.
Las características de las bandas y el flujo de salida continuaron desarrollándose a medida que se formaba un anillo de convección alrededor del centro de Fabian, y el 30 de agosto, la tormenta se intensificó en un huracán mientras disminuía gradualmente su movimiento hacia el oeste-noroeste. A medida que las características de las bandas y el flujo de salida se definieron mejor, se desarrolló un ojo en el centro de la convección más profunda. Fabián se fortaleció rápidamente y alcanzó el estado de huracán mayor en ese día. La convección profunda se volvió muy concéntrica alrededor del ojo ancho de 11.5 millas (18.5 km), y el huracán alcanzó vientos de 125 mph (205 km/h) a principios del 31 de agosto. En este momento, la convección más profunda cerca del ojo se degradó en apariencia, y Fabian detuvo temporalmente su tendencia de fortalecimiento. Más tarde ese día, el ojo volvió a distinguirse dentro de un área perfectamente redonda de convección profunda. El flujo de salida continuó expandiéndose en todas las direcciones, y Fabian se intensificó en un huracán categoría 4 en la escala de huracanes de Saffir-Simpson a fines del 31 de agosto de 2003. La actividad de tormentas eléctricas cerca de la pared del ojo se hizo más intensa, y las nubes en la pared del ojo se volvieron mucho más frías; simultáneamente, el flujo de salida del ojo se volvió mucho más simétrico, ambos signos de un ciclón tropical cada vez más intenso. Fabian alcanzó su intensidad máxima de 145 mph (230 km/h) el 1 de septiembre mientras se encontraba a 345 millas (555 km) al este del norte de las Antillas Menores.

Huracán Fabián al sur de Bermudas el 5 de septiembre de 2003

Después de mantener su intensidad máxima durante 12 horas, Fabian se degradó debido a las fluctuaciones internas y comenzó a debilitarse. El huracán giró hacia el noroeste el 2 de septiembre en respuesta a una debilidad en la cresta subtropical, una ruptura causada por una circulación de nivel medio sobre el suroeste del Océano Atlántico. Después de regresar a un huracán de categoría 3, Fabián se intensificó el 4 de septiembre y recuperó el estado de categoría 4 por un corto tiempo. El huracán se debilitó nuevamente a medida que aceleraba hacia el norte hacia las Bermudas, un movimiento debido a que se acercaba una depresión de nivel medio. A medida que pequeñas bolsas de aire seco quedaron atrapadas en la pared del ojo, Fabian se debilitó ligeramente, pasando a solo 14 millas (23 km) al oeste de Bermudas el 5 de septiembre como un huracán de categoría 3 de 120 mph (185 km/h). La porción oriental de la pared del ojo se movió sobre la isla, lo que resultó en un golpe directo; sin embargo, como el centro no se movió sobre la isla, Fabian no tocó tierra. Después de pasar la isla, el huracán aceleró hacia el noreste y se debilitó a un huracán categoría 2 de 105 mph (165 km/h) el 7 de septiembre. Se produjo un debilitamiento constante a medida que el huracán avanzó hacia un área de cizalladura creciente del viento, aire más seco y aguas progresivamente más frías. El 8 de septiembre, mientras estaba ubicado a 680 millas (1095 km) al este-noreste de Cape Race, Terranova, Fabián hizo la transición a una tormenta extratropical, sin convección profunda cerca del centro. El remanente extratropical de Fabian giró hacia el norte el 9 de septiembre, y el 10 de septiembre, el remanente de Fabian se fusionó con otra tormenta extratropical mientras se encontraba entre el sur de Groenlandia e Islandia.

## Preparaciones

### Bermudas
Varios días antes de que Fabian golpeara las Bermudas, los modelos de computadora pronosticaron una cresta de alta presión que obligó al huracán al oeste de la isla en 200 millas (320 km). No se espera que sea una amenaza directa, un meteorólogo del Servicio Meteorológico de Bermudas esperaba vientos racheados y lluvias potencialmente fuertes. Cada aviso sucesivo acercó el huracán constantemente a Bermudas, y 35 horas antes de que Fabian se acercara más, el Servicio Meteorológico de Bermudas emitió una alerta de huracán para la isla. Cuando una pista cerca de Bermudas se volvió más segura, se emitió una advertencia de huracán para la isla, aproximadamente 29 horas antes de que Fabian golpeara directamente la isla.
Bermuda Electric Light Company Limited recomendó a los residentes de Bermudas comprar suministros para huracanes, como velas, baterías y alimentos no perecederos, para llenar bañeras y contenedores adicionales con agua, y llenar tanques de gasolina para automóviles. En preparación, los residentes formaron largas filas en estaciones de servicio, bancos y supermercados. Todas las oficinas gubernamentales y muchos negocios cerraron el día anterior al huracán. Todas las escuelas estaban cerradas, mientras que todos los vuelos dentro y fuera de la isla fueron cancelados. Las autoridades abrieron refugios de emergencia y recomendaron la evacuación de 2.000 residentes bajos; También se evacuó un hotel en la costa sur de la isla. Varios cruceros que se espera que permanezcan en la isla partieron temprano para evitar el huracán. Las compañías de seguros locales en Bermudas experimentaron un gran aumento en los negocios, ya que los residentes renovaron las pólizas vencidas o se suscribieron a nuevas pólizas para hogares o negocios, aunque las pólizas marítimas se suspendieron varios días antes del huracán. La llegada de Fabian obligó a cancelar o retrasar varios eventos deportivos, incluido un partido de cricket, un partido de fútbol y una carrera de botes.

## Impacto
| Región             | Muertes directas |
| ------------------ | ---------------- |
| Bermuda            | 4                |
| Grand Banks        | 3                |
| Carolina del Norte | 1                |
| Total              | 8                |

A lo largo de su camino, Fabián mató a 8 personas y causó daños por US $300 millones, principalmente en Bermudas.

### Caribe
El huracán produjo daños por tormentas en Antigua y Barbuda, donde algunos barcos sufrieron daños leves.

#### Puerto Rico
Las fuertes olas y las mareas altas produjeron grandes olas en la costa norte de Puerto Rico, arrasando playas en varios lugares. Las olas destruyeron una porción de 10 pies (3 m) de un sitio de construcción en Ocean Park, lo que resultó en un daño de US $30 mil.

#### República Dominicana
En la República Dominicana, el huracán produjo olas de hasta 2,4 m de altura. Debido a las olas y los vientos racheados, se aconsejó a los barcos que permanecieran en el puerto. Varias familias tuvieron que ser evacuadas en Nagua cuando un mar agitado inundó sus hogares.

### Bermudas

El huracán Fabian sobre Bermudas a finales del 5 de septiembre

El huracán Fabian azotó Bermudas el viernes 5 de septiembre de 2003, con vientos sostenidos que alcanzaron las 39 mph (63 km/h) en 0800, 74 mph (119 km/h) en 1400 y 150 mph (240 km/h) en 1755. El ojo no pasó directamente sobre el archipiélago, sino que pasó al oeste (colocando a las Bermudas en el barrio noreste donde los vientos eran particularmente poderosos) con la pared del ojo arrastrándose sobre las Bermudas durante tres horas. Esto prolongó los vientos dañinos a los que se vio sometida la isla. La tormenta produjo una velocidad promedio del viento de 10 minutos de 120 mph (195 km/h), mientras que una ráfaga de viento máxima de 164 mph (264 km/h) ocurrió en Bermuda Harbor Radio. El más fuerte de los vientos duró aproximadamente de tres a cuatro horas, y mientras que la porción oriental de la pared del ojo se movió sobre la isla, los vientos disminuyeron a 60 mph (95 km/h). Grandes olas azotaron la parte sur de la isla durante varios días, alcanzando alturas de 25 a 35 pies (7 a 10 m) en el peor de los huracanes, y al pasar la isla, el huracán produjo una marejada de más de 11 pies (3 m) en altura. Debido a su movimiento rápido, los totales de lluvia aumentaron a solo 1.82 pulgadas (46.2 mm). También hubo varios informes no oficiales de tornados. Las fuertes corrientes de resaca del huracán persistieron durante varios días antes de que Fabian pasara la isla; Dos nadadores quedaron atrapados en las corrientes y contaron con la asistencia de socorristas para regresar a la costa. Como resultado, se publicaron advertencias de marea alta para la isla.

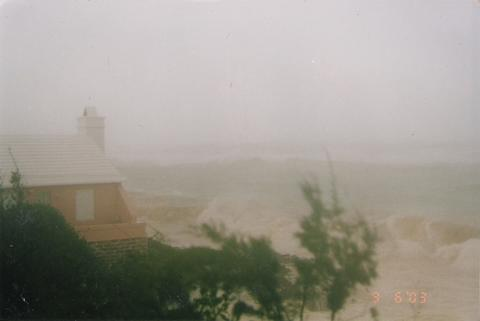
Una casa en Bahía de John Smith durante la aproximación de la tormenta

Las fuertes olas causaron daños extensos a la costa, especialmente en la parte sur de las Bermudas. Las fuertes olas rompieron un bote desde sus amarres en Spanish Point. No queriendo perder el barco, el propietario, acompañado de dos personas, trató de salvar el barco. Uno cayó por la borda antes de subir a bordo del bote. Los tres aventuraron el barco a través de tornados y olas de 20 pies (6 m), que arrojaron varios pies de agua en el barco; sin embargo, finalmente llegaron a salvo al puerto de Hamilton. Cinco barcos chárter se volcaron de las olas, mientras que otros chocaron contra los arrecifes. Fuertes olas colapsaron un malecón en Hamilton, causando atascos de tráfico durante un día hasta que se reparó.
Los vientos derribaron numerosas líneas eléctricas, causando que el 78% de los 32.031 clientes de la isla sufrieran cortes de energía. Los fuertes vientos dañaron o destruyeron los techos de numerosos edificios en las Bermudas. Una de las áreas más afectadas fue alrededor de un hotel en las afueras de Hamilton, que no experimentó cortes de energía ni ventanas que se apagaron, mientras que una de las áreas más afectadas fue Warwick. Allí, un residente señaló: "Demasiadas casas han perdido techos para contar". Una casa fue completamente destruida en Rec View Hill, mientras que un tornado no confirmado destruyó gran parte del techo de una casa en Devonshire. El huracán destruyó un restaurante en Southampton y también dañó gradas y techos en instalaciones deportivas. Los fuertes vientos del huracán dañaron varios edificios emblemáticos, incluida la Cámara de la Asamblea y el Ayuntamiento, ambos en Hamilton, y el antiguo cuartel militar en St. George's.

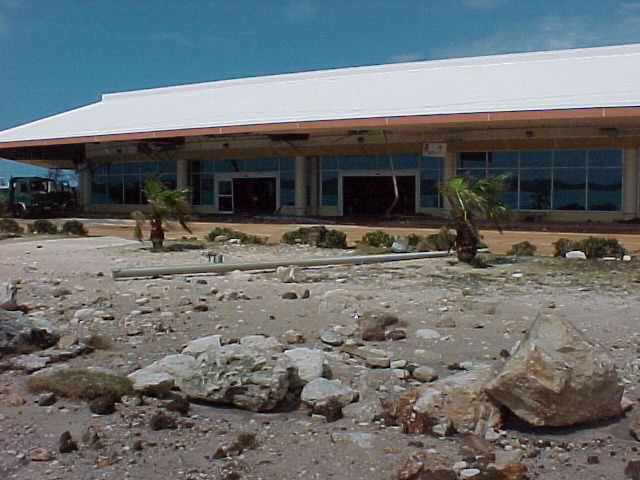
Terminal dañada en Aeropuerto Internacional de Bermudas

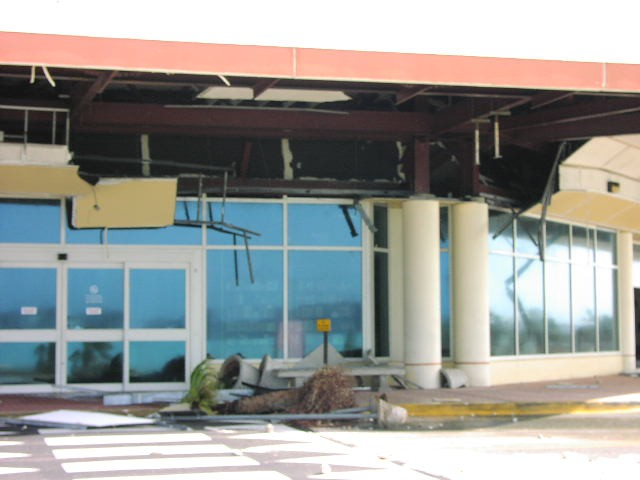
El daño estructural fue extenso en el Aeropuerto Internacional de Bermuda.

El Aeropuerto Internacional de Bermudas sufrió daños por $15 millones, principalmente en edificios y carreteras que fueron arrastrados por la tormenta. Sin embargo, la pista escapó de daños importantes y el aeropuerto volvió a abrir al día siguiente para vuelos de ayuda de emergencia. Al enfrentar los daños después de la tormenta, el gerente general del aeropuerto James G. Howes fue citado por los medios de comunicación diciendo: 

Mi corazón se hundió la primera vez que vi el aeropuerto esa mañana. Había toneladas de escombros en todas partes y todas las alarmas de incendio y seguridad las alarmas estaban sonando. Hubo un estruendo de campanas y cuernos, era como una zona de guerra —James G. Howes

El servicio de una aerolínea comercial fue suspendido por tres días debido a daños graves en el Edificio Terminal, que se inundó con 3 pies (0,91 m) de agua de mar. El ILS y el radar del aeropuerto también sufrieron daños.
El huracán también afectó al Servicio Meteorológico de Bermudas, ya que olas de 8 pies (2,4 m) destruyeron equipos de grabación. Los vientos dañaron severamente los principales hoteles de la isla, cerrando cinco por períodos prolongados para reparar los daños. Un hotel que permaneció abierto experimentó daños en el 25% de sus habitaciones. Los fuertes vientos arrancaron cientos de árboles a lo largo de los campos de golf de la isla, aunque se informaron pocos daños en la mayoría de los campos. Un curso experimentó daños significativos en su casa club, cerrándolo temporalmente.
El Oficial de Conservación del Gobierno, Dr. David B. Wingate, informó que el daño a la costa sur de las Bermudas fue el peor en mil años. Los fuertes vientos derribaron cientos de árboles, causaron graves daños a la vegetación y destruyeron muchas de las plantas indígenas de la isla. El huracán arrasó grandes secciones de la isla de anidación para el petrel en peligro de extinción de las Bermudas y destruyó 10 de los 70 nidos activos. Las aves en peligro de extinción no estaban en la isla, aunque los residentes locales se reunieron rápidamente para restaurar su hábitat. Las fuertes olas causaron una severa erosión costera, y en una playa, la falta de arena destruyó una cala natural. Los arcos naturales, un conjunto de piedras erosionadas que se asemeja a un arco que era popular en las fotografías, fue destruido por las olas. Los poderosos vientos derribaron los cocos de varios árboles y los dispersaron por el suelo.
La tormenta provocada por el huracán detuvo un vehículo con tres policías y otro con un residente en la calzada entre la parroquia de San Jorge y la isla de San David. Después de que un camión de bomberos falló en su intento de rescatarlos, las poderosas olas arrastraron los vehículos hacia Castle Harbor. Los buzos de la Guardia Costera de los Estados Unidos y la policía de Bermudas realizaron una búsqueda a gran escala de las personas desaparecidas durante la peor tormenta. Los fuertes vientos y los problemas emocionales de buscar colegas dificultaron la búsqueda. Finalmente, los vehículos y un cadáver fueron recuperados, y los otros desaparecieron, presumiblemente muertos. Otro vehículo estaba en la calzada cuando los dos autos quedaron varados, aunque el conductor pudo cruzar con seguridad. Los fuertes vientos y las olas rompieron las paredes laterales de la calzada y dañaron mucho la estructura, cerrándola temporalmente al tráfico de automóviles.
Como la mayoría de las personas estaban bien preparadas, estas fueron las únicas cuatro muertes en la isla. Además, nueve personas buscaron atención médica por lesiones menores. Los daños en Bermudas totalizaron US$300 millones, según los informes, los peores que afectaron el área desde 1926.

### Estados Unidos

#### Carolina del Norte
Las olas del huracán produjeron corrientes de resaca y fuertes olas a lo largo de la costa este de Carolina del Norte. Un hombre se ahogó cerca del cabo Hatteras por las corrientes de resaca. Fabian produjo condiciones de surf moderadas a lo largo de la costa este de los Estados Unidos, principalmente desde Georgia hasta Carolina del Norte. Se reportaron tres muertes en el Atlántico norte cuando un barco, The Pacific Attitude, se hundió al sur de Newfoundland en Grand Banks debido a fuertes olas de más de 60 pies (20 m) de altura.

## Sucesos

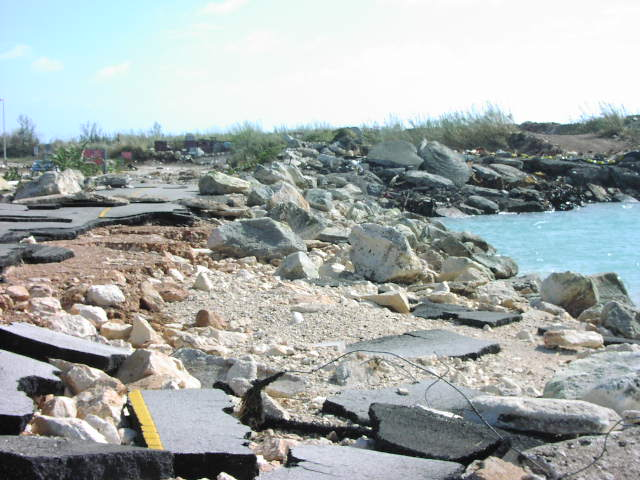
Lavado de carreteras en el aeropuerto internacional de Bermudas

Las carreteras bloqueadas inicialmente causaron demoras a los equipos de Bermuda Electric Light Company Limited (BELCO), que intentaban restaurar la energía a la isla. De alta prioridad entre los lugares a restaurar fueron el hospital, así como los hoteles para acomodar a los turistas que permanecieron en la isla durante la tormenta. Para el segundo día después de que la tormenta pasara por la isla, se restableció el suministro eléctrico a 11,000 residentes. La energía en Bermudas se restableció a todos los clientes dentro de las tres semanas posteriores al huracán, pero el sistema de distribución de suministro de electricidad se debilitó considerablemente. Esto dio como resultado un plan de rehabilitación implementado en octubre de 2003. Días después del paso del huracán, la humedad de la tormenta tropical Henri provocó tormentas eléctricas y fuertes lluvias; Esto dificultó los esfuerzos de recuperación, pero no causó ningún daño reportado. La falta de energía causó interrupciones en las comunicaciones. Mientras se instaló y probó una estación de transmisión de emergencia antes del huracán, el huracán causó un problema al generador de respaldo del sistema. La calzada en Bermudas permaneció cerrada durante varios días después del huracán mientras los equipos de carreteras realizaban reparaciones temporales. Al abrirse tres días después de la tormenta, el tráfico se limitó a un carril de los dos originales. Sin embargo, la calzada tuvo que cerrarse en caso de lluvia, vientos superiores a 30 mph (48 km/h) y de noche. El puente fue completamente reparado a principios de noviembre de 2003.
En los días posteriores a la tormenta, las personas se ayudaban mutuamente, especialmente a los ancianos. Tres días después de la tormenta, por ejemplo, una estación de radio DJ anunció un nombre para una persona mayor necesitada, y en cuestión de minutos alguien llamaría para satisfacer sus necesidades. Los residentes despejaron las carreteras más pequeñas de los escombros con motosierras, lo que a su vez ayudó a las compañías eléctricas a realizar reparaciones rápidamente. Como resultado de los daños en sus hogares, decenas de personas se quedaron en cinco refugios u hoteles sin daños. Los residentes compraron grandes cantidades de gasolina en los días posteriores a Fabian, algunos de los cuales compraron más de 500 dólares. Las autoridades aseguraron que no había escasez, pero solicitaron a los conductores que conservaran el combustible. XL Capital Ltd. envió 250 lonas, 10 generadores eléctricos y suministro de cable a la isla. El gobierno del Reino Unido ofreció ayuda a la isla con dos barcos de la Royal Navy con suministros como carpas, alimentos secos y mantas. El primer ministro Alex Scott rechazó la oferta, creyendo que la isla podría resistir por sí sola. World Vision también ofreció asistencia con mantas, carpas y otros suministros, mientras que dos empresas de los Estados Unidos ofrecieron enviar generadores. Bermuda Electric Light Company recibió ayuda de la Organización Eléctrica del Caribe, que envió más de 20 electricistas para reparar las líneas eléctricas.

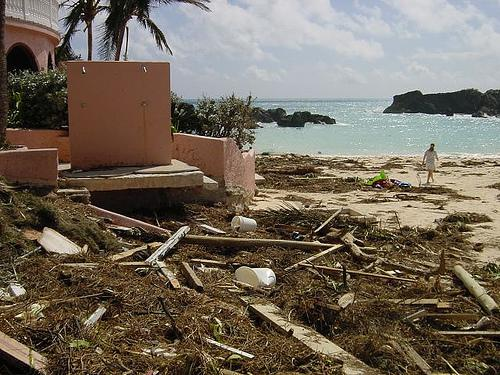
Daños provocados por el huracán Fabián en las Bermudas

Inicialmente, el tiempo para que la vegetación destruida en Bermudas volviera a crecer se estimó en décadas. Para ayudar, la South Carolina Maritime Heritage Foundation, con el apoyo de una tropa de Boy Scouts y viveros cercanos, entregó 1,000 plantas de boj a la isla. Después del daño al hábitat del petrel de Bermudas, el Departamento de Conservación de Bermudas llevó a cabo un programa de translocación, que implicó trasladar el hábitat a la Isla Nonsuch. Esa isla, una reserva natural de larga data, era mucho más alta y segura para las aves, y dos años después del huracán la población era mayor que antes de la tormenta.
Poco después del huracán, la franquicia estadounidense de mejoras para el hogar This Old House, sin darse cuenta del alcance limitado del daño, decidió hacer una historia de reparación de huracanes. Al darse cuenta de que habría poco o nada disponible para la reparación de Ask This Old House, se decidió en cambio renovar una casa de 1805 en St. George's. Era solo la segunda vez que la franquicia había trabajado fuera de los Estados Unidos.
Posteriormente, el aeropuerto erigió un monumento a los cuatro bermudeños cuyas vidas fueron reclamadas por el huracán Fabián, cerca del extremo este de la Calzada, donde los funcionarios gubernamentales recordaron el décimo aniversario de su muerte en septiembre de 2013. La embestida del huracán Gonzalo en octubre de 2014 llevó a un modelador de catástrofes a revisar la destrucción de Fabian, y concluyó que si hubiera golpeado en 2014, habría causado alrededor de $650 millones en daños.

### Nombre retirado
El 30 de abril de 2004, el nombre Fabian fue retirado de la lista de nombres de los ciclones tropicales y nunca se utilizará para un huracán en el Atlántico debido al daño y las muertes en Bermudas. También como resultado, el Servicio Meteorológico de Bermudas permitió a los residentes sugerir un nombre de reemplazo, con la única regla de que el nombre tenía que ser un nombre masculino que comenzara con la letra "F", que pudiera pronunciarse fácilmente y que actualmente no esté en uso por el Centro Nacional de Huracanes (NHC). El servicio recibió una lista de más de 30 nombres, incluidos Forrest y Frodo, después del personaje de El Señor de los Anillos. El Servicio Meteorológico de Bermudas envió tres nombres a la Organización Meteorológica Mundial: Fred, Ford y Flynn. La Organización Meteorológica Mundial (OMM) finalmente reemplazó a Fabian con Fred para estar en la lista para la temporada de huracanes del Atlántico de 2009.